# Rambo (film)
Rambo (eller Rambo IV) er en amerikansk actionfilm fra 2008 og den fjerde film i serien om John Rambo, spillet af Sylvester Stallone.
John Rambo bor i Thailand, hvor han lever af at fange slanger til udstilling. En dag kommer et hold med medicin, bibler, og hjælp til ofre for folkemordet i Burma og beder ham om hjælp til at sejle ind i Burma via floden.
Rambo er ikke villig til at hjælpe holdet, da han mener at de ikke kan ændre noget, men ekspeditionens kvindelige deltager får ham dog overtalt.
Han sejler dem ind i Burma og tilbage, men nogle uger senere kommer en præst fra den kirke de er medlem af, og siger at de er savnet og præsten beder Rambo om at sejle et hold lejesoldater ind i Burma og befri dem, men de vil ikke have ham med. Han tager med uden at de ved det og han bliver alligevel meget nyttig.